# Beni Zmenzer
Beni Zmenzer (în arabă بنى زمنزر) este o comună din provincia Tizi Ouzou, Algeria.
Populația comunei este de 12.117 locuitori (2008).